# Муха (журнал)
«Муха» — первый в СССР и России периодический журнал комиксов для взрослой аудитории, имел большую популярность в 90-е годы. Особенностью политики журнала был полный отказ от заимствований из зарубежных изданий. Все сюжеты и рисунки готовились отечественными художниками. Автор концепции издания и главный редактор — уфимский художник и предприниматель Виталий Мухаметзянов. По его школьному прозвищу Муха было выбрано и название комикс-студии. Несмотря на популярность в стране, к 1995 году (на № 19) издание журнала пришлось приостановить, так как из-за растущей инфляции выпуски не успевали окупаться. В 2000 г. вышел «юбилейный» 20-й номер, а в 2009 г. вышел последний, 21-й по порядку выпуск (заявленный как пилотный номер журнала комиксов «Муха» в обновлённом формате).

## История издания
Как вспоминает сам Мухаметзянов:

Это сейчас все магазины заполнены человеко-пауками, а тогда о существовании комиксов никто и не подозревал. В качестве резюме я подготовил журнал с огромными рисунками. Не знал технологии печати, думал, что рисунки фотографируют, поэтому в оригинале они должны быть очень большими.

Идеи Мухаметзянова не нашли интереса в издательствах, и тогда он организовал собственную комикс-студию «Муха», использовав для названия собственное школьное прозвище. Для первоначального финансирования проекта использовались доходы от контрактов на изготовление бизнес-карт и рекламы для появившихся в стране предпринимателей. В 1991 году вышел первый пилотный номер журнала.
В дальнейшем популярность журнала быстро росла, некоторые выпуски делались тиражом в 100 000 экземпляров, было дополнительно открыто украинское издательство. В 1993 совместно с немецким журналом комиксов «Kromix» был выпущен двуязычный номер с подписями и на немецком, и на русском.
Инфляция и подорожание всех услуг вынудили приостановить выпуск журнала, комикс-студия была переформирована просто в студию «Муха» и сконцентрировалась на компьютерной графике и дизайне.